# Église Saint-Nicolas de Laval-en-Laonnois
L'église Saint-Nicolas est une église située à Laval-en-Laonnois, en France.

## Localisation
L'église est située sur la commune de Laval-en-Laonnois, dans le département de l'Aisne.

## Historique
Le monument est classé au titre des monuments historiques en 1921.